# Téléconseiller
 (août 2023).
Le téléconseiller est chargé de traiter les contacts des clients ou des prospects d'une société, d'abord par téléphone, en émission ou en réception d’appels, mais aussi par écrit : courrier, email, chat, sms, etc.
Il exerce le plus souvent son métier dans des centres d'appel internes ou externalisés, aménagés en plateau ouvert, avec des équipements variables selon la gestion de la relation client définie par l'entreprise : composeur prédictif, logiciel applicatif, visiophonie...
Le but du métier de téléconseiller est de permettre aux entreprises d'avoir des services commerciaux, clientèle ou après vente centralisés. Son rôle est d'accueillir, de guider, conseiller, vendre, gérer les besoins et les réclamations des contacts.

## Variations
De plus en plus, on regroupe les métiers de téléassistant ou technicien helpdesk sous le terme d'assistance aux utilisateurs.

### Téléassistant
Un téléassistant (hotliner en anglais) est une personne aidant à distance (par téléphone le plus souvent) les utilisateurs ou clients d'une ou plusieurs sociétés selon le contexte. Son rôle principal est de diagnostiquer et d'apporter des solutions aux incidents techniques rapportés par les utilisateurs ou, le cas échéant, de faire remonter lesdits incidents au niveau supérieur (couramment appelé Niveau 2). Les incidents peuvent être d'ordre logiciel ou matériel.
Le terme téléassistant (version francisée de technicien hotline) a été proposé par le CSA.[réf. nécessaire]

### Technicien helpdesk
Le technicien helpdesk prend en charge la résolution d'incidents techniques à la demande d'un utilisateur. La plupart du temps, il dispose en plus du téléphone du courrier électronique, de la télémaintenance et de l'assistance sur site.

## Détails métier
Salaire : en France, il débute souvent au SMIC, auquel se rajoutent des primes.
Âge : La moyenne dans ce secteur est inférieure à 25 ans[réf. nécessaire].
Les principales entreprises utilisatrices de ce profil sont : les sociétés d'informatique et d'assistance informatique, FAI (fournisseur d'accès à Internet), fabricants de matériel informatique et électronique.
Formation : une formation de quelques jours à quelques semaines est parfois assurée par l'entreprise, cependant la plus grande partie de formation a lieu en lisant les écrans du système de connaissances (manuels sur ordinateur) durant la mise en attente musicale du client. C'est parfois lorsqu'un opérateur sort du statut de débutant (après 3 à 6 mois) qu'il quitte l'entreprise pour un autre emploi, laissant place à un nouveau débutant.
Métier moderne (on l'annonçait nouvelle source d'emplois lors des années 2000), il est apparu que c'est aussi l'un des plus faciles à délocaliser vers des pays francophones (Maroc , Tunisie, ...). Ces pays assurent par exemple les périodes les plus coûteuses du pays d'origine : nuits, week-ends, jours fériés.
Les Téléassistants étaient regroupés dans les années 2000 dans des services nommés "hotlines". Ce nom évolue à présent (2006) en interne vers "centres d'appels" (de l'anglais call center). Ce nouveau nom laisse devenir l'objectif visé : décrocher (et non pas résoudre) le plus possible d'appels entrants. Pour les clients, il garde le nom de service assistance.
Encadrement : il est assuré par des personnes dont la fonction est nommée superviseur (parfois coach). Ils ont sous leur responsabilité plusieurs dizaines de personnes. Leur rôle est de contrôler la quantité et la qualité de la production réalisée. Ils sont de moyenne d'âge jeune et souvent sans formation de management.

## Conditions de travail
Le métier de téléconseiller est réputé pour son fort taux de turnover du fait de :
- Son intensité intellectuelle : nécessite d'imaginer ce  que voit l'utilisateur, tandis que le technicien hotline lit les manuels techniques, et noter en même temps la chronologie des manipulations effectués avec le client.
- Cadences de production (en général 10 min maximum par appel, peu importe sa complexité).
- Écoutes et éventuels enregistrements (légalement ils doivent être signalés à l'employé).
- Agressions verbales par certains clients.
- Manque de soutien de l'employé par son entreprise, auquel elle demande pourtant de convaincre le client de l'intérêt que lui porte l'entreprise.
- Communication d'entreprise négligée vers la hotline (ex : technicien informé des nouveautés par le client, réception des manuels ou matériels de formation des semaines ou des mois après l'arrivée des produits sur le marché).
- Horaires variables (les hotlines tendent à être ouvertes 24 h/24 et 7 jours sur 7).
- Formation d'origine et formations suivantes (ex : nouveaux produits) de courte durée (ex : 30 min à 2 h).
- La rareté de moments permettant la manipulation, l'exercice avec les produits (et bien souvent pas de produits disponibles, d'où une formation purement visuelle).
- Produits technologiques mis très rapidement sur le marché, d'où des formations réalisées par des formateurs découvrant le produit en même temps que les élèves.
- Peu de conversations avec les collègues (manque de liens sociaux) du fait du casque audio que chacun porte et de la conversation qui l'occupe, et d'autre part des pauses prises en temps décalé.
- L'attention nécessaire au respect de la charte verbale (ou discours client) : phrases à prononcer en début et fin de conversation, expressions (ex: "voilà", "donc voilà") et mots interdits (ex: problème, retard).
- Métier bruyant car tout le monde parle (les plateaux sont généralement en plateau ouvert par économie de cloisons transparentes. Les casques à une oreillette pour la même raison).
- Mesures diverses de contrôle (statistiques avec résultats journaliers, parfois décrochage automatique du téléphone, temps de pause entre appels de moins de 30 secondes) afin de maximiser la production.

Il a ses avantages :
- Accessible avec peu d'expérience professionnelle ou diplômes.
- Lieu de travail fixe.
- Climatisé.
- À l'abri du soleil et de la pluie.
- Non pénible physiquement (en dehors des phénomènes psycho-somatiques).
- Accès à Internet (filtré).
- Le rapprochement entre collègues ayant lieu lors des pauses et fin de travail pour parler travail, permettant de décompresser la tension en verbalisant les évènements rencontrés.

Bien que maîtrisant l'outil informatique et souvent Internet, il n'existe quasiment pas de pages web écrites par des techniciens hotline concernant leur travail. Ceci est probablement lié au fait qu'ils savent que l'Internet n'est pas anonyme et que leur employeur (parfois un FAI) a les moyens de retrouver l'auteur des écrits. Le développement de nouveaux réseaux P2P chiffrés (ex: Freenet et I2P) ayant pour objectif d'aider la liberté de parole sur Internet aura peut-être une influence.

## Relation commerciale
- Télévendeur : effectue des actions de télémarketing.
- Téléprospecteur : recherche des clients et/ou des projets d'achats.
- Téléacteur : renseignements, conseils, service clients, prise de commandes, orienter le client. Ce terme global est aussi utilisé par les sociétés de jeux commerciaux et loteries.
- Téléconseiller : formule à distance, via des appels téléphoniques entrants/sortants, des conseils sur des biens, des services.

## Relation technique
- Téléassistant ou technicien hotline : service après-vente
- Technicien helpdesk : service après-vente spécial entreprise.

## Formation

### En France
Titre Professionnel Conseiller Relation Client à Distance (lien Francecompétences.fr)

### En littérature
- Les Visages écrasés (2011), roman noir de Marin Ledun